# عضلة كابة مربعة
العَضَلَةُ الكابَّةُ المُرَبَّعَة  (بالإنجليزية: Pronator quadratus)‏ هي في علم تشريح الإنسان، أحد عضلات الطَرف العُلوي.

## المَنشأ
تَنشأ من الرُبع السُفلي للجهة الأمامية لعظمة الزِند.

## المَغرس
تُغرس في الرُبع السُفلي للجهة الأمامية لعظمة الكُعبرة.

## الأعصاب
تتَصل هذهـ العَضلة بِـ العَصب الأمامي (Anterior interosseous nerve).

## الحركة
تُسبب كَبّ  (انبطاح)(pronation) الساعِد.

## معرض صور

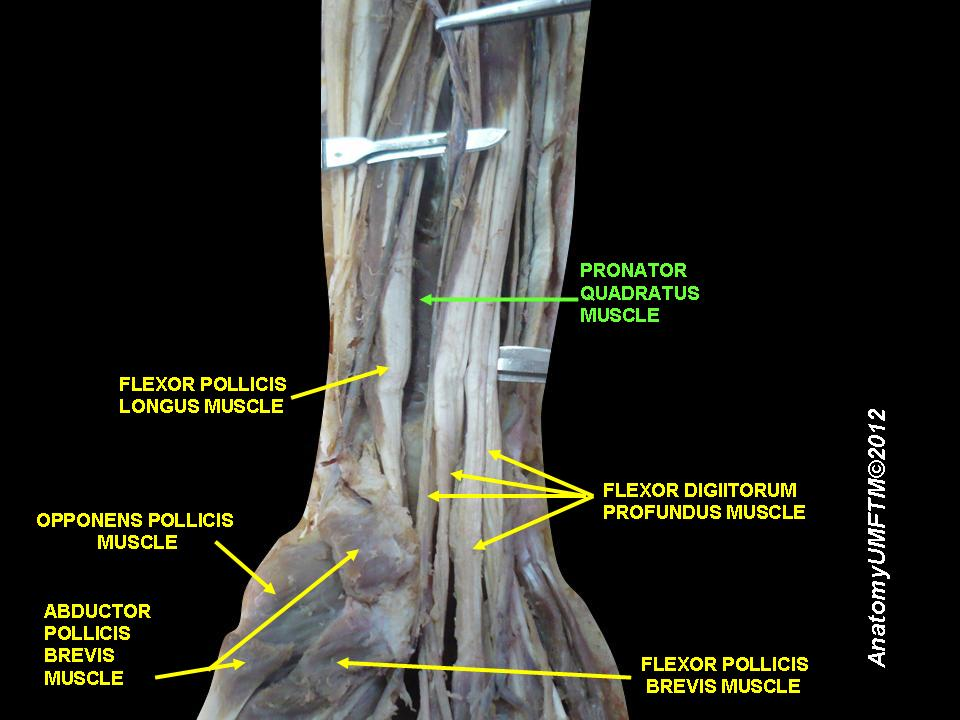
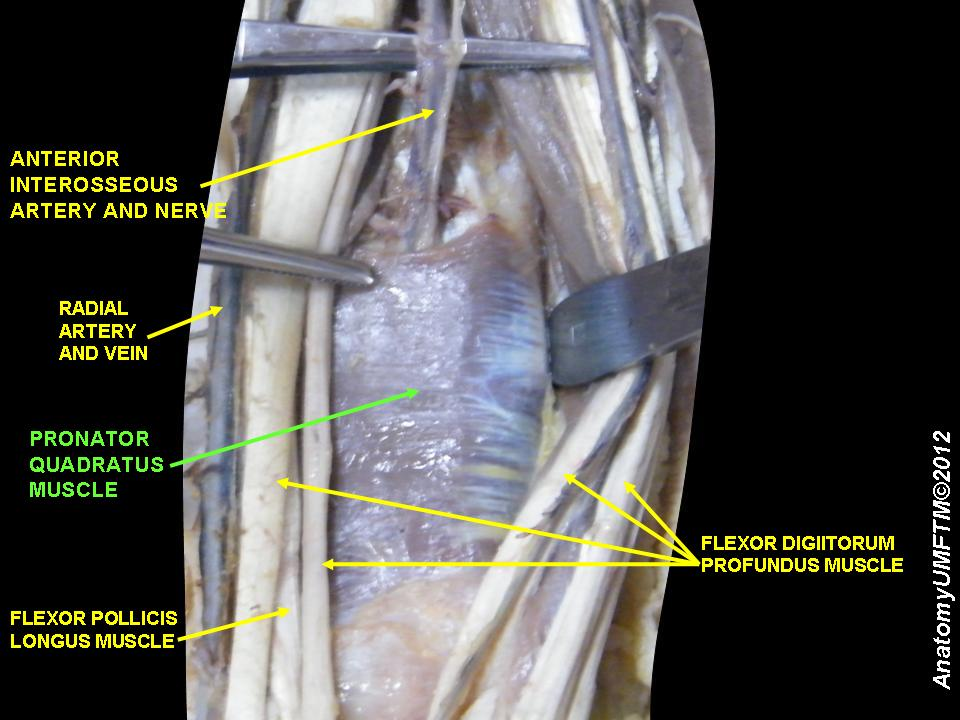
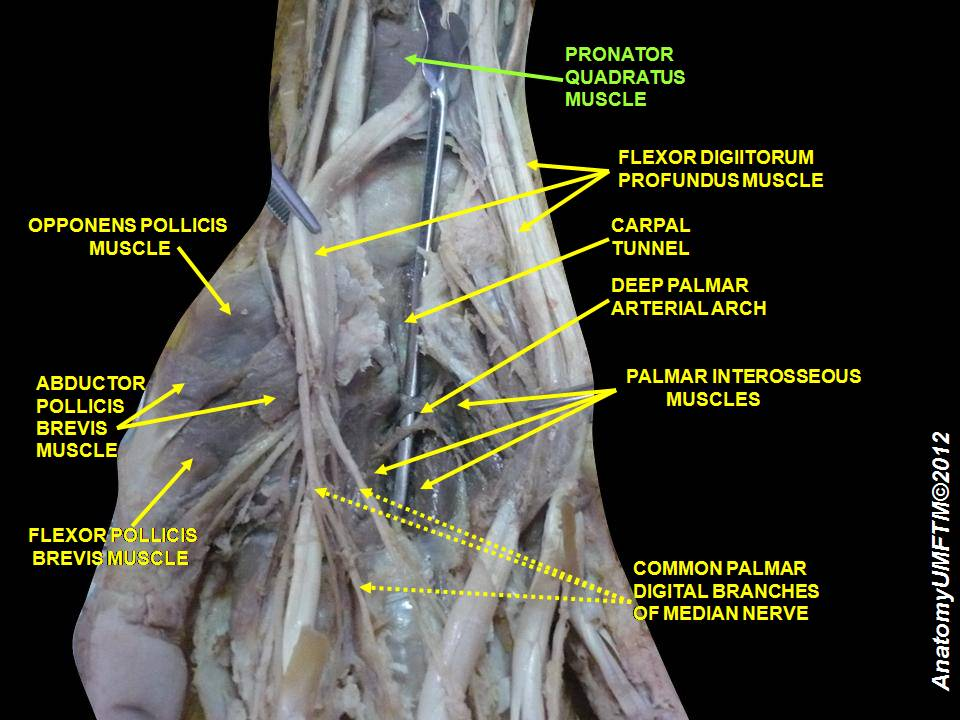
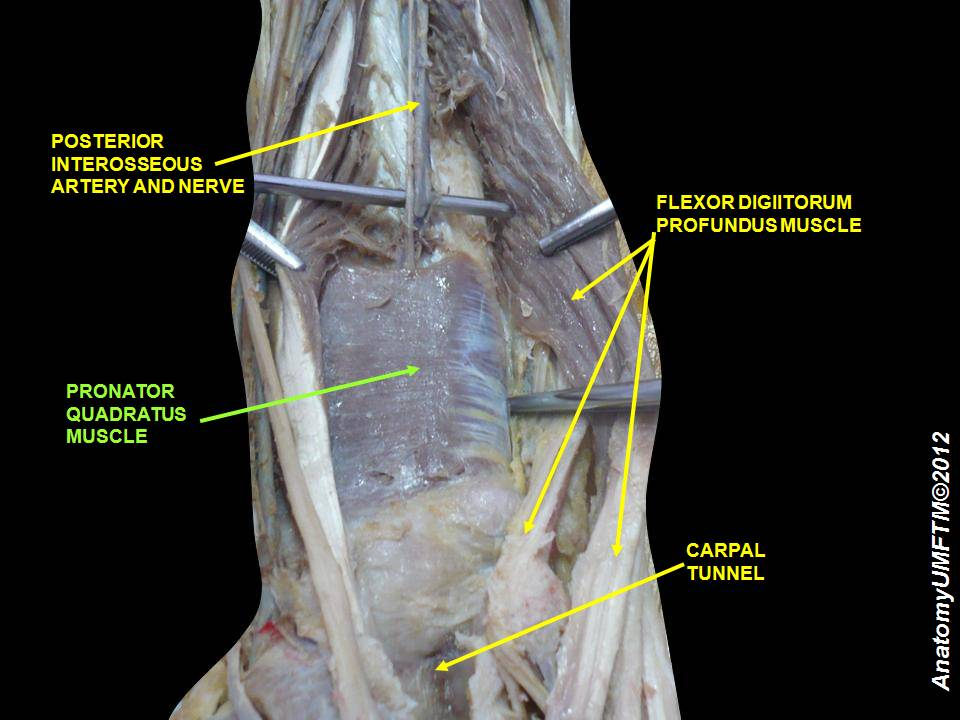